# Naonis
Naonis è stato un marchio italiano utilizzato dalla Zanussi per la produzione di elettronica di consumo ed elettrodomestici. Attualmente è un marchio non utilizzato. Il suo logo era costituito dalla scritta "Naonis" in caratteri stampatelli. La sua filiera aziendale è stata successivamente impiegata per la produzione di materiale plastico sotto il nome di  Zanussi Componenti Plastica (ZCP).

## Storia

### Gli anni sessanta
Naonis fu creato nel 1962 a Pordenone come marchio della Zanussi Elettronica S.p.A., divisione elettronica della Zanussi, creata qualche anno prima dall'ingegnere romano Giorgio Tranzocchi su incarico del cavalier Lino Zanussi. Il nome derivava da Portus Naonis, antico nome latino di Pordenone. L'idea strategica aziendale fu quella di crearsi un nome che divenisse di richiamo per la vendita di televisori, che sostituisse progressivamente quelli con badge Rex, da destinarsi invece esclusivamente alla distribuzione del "bianco" (gli elettrodomestici). Inizialmente si provvedeva a rimarchiare i Rex già a listino, anche se successivamente con le nuove collezioni, i televisori venivano presentati "a tris": versioni economiche, medie, e classe lusso, con miglioramenti progressivi di materiali e finiture e con l'aggiunta di qualche circuito di funzione sui modelli lusso, in modo da sviluppare una tattica commerciale basata sulla reputazione per tutte le tasche.
Prodotti come gli altri oggetti secondari della Zanussi da fornitori della zona, in anticipo sui tempi, le gamme erano completamente rinnovate ogni 6 mesi, approfittandone per aggiornare i televisori ai progressi della tecnica e della qualità dell'immagine. Nel 1965, su disegno di Marino Zanier, venne presentato il P11, primo televisore portatile con sintonia continua (in modo da poter essere adattato agli spostamenti ed aggiustamenti di frequenza dei canali durante gli spostamenti) ad usare i transistor e l'alimentazione mista. In realtà, sotto il nome Naonis continuarono, negli anni sessanta, ad essere venduti anche elettrodomestici come cucine, lavatrici e frigoriferi con un battage pubblicitario sui periodici e in televisione, sui carosello girati anche con personaggi quali Carla Fracci al punto che, per differenziare definitivamente il settore video, nel 1965 si aggiunse il marchio Sèleco.

### Anni settanta: il design e la dismissione del marchio
Negli anni settanta, Naonis proseguendo con la produzione di radioricevitori e registratori a transistor, si inserisce nel mercato degli elettrodomestici audio e video di design; nel 1970 esce il P12, sempre su disegno di Zanier, ed inizia l'utilizzo di ABS invece dei legni; l'oggetto costituisce il primo tentativo di inserire, in uno spazio che gli funge da piedistallo, le batterie e per il posizionamento anteriore dell'altoparlante. Nello stesso anno viene presentato anche a marchio REX il 17 pollici LN17 con schermo scuro in metacrilato, disegnato da Roberto Foschia e l'LN9 di Luigi Molinis, marchiato anche Rex ed Imperial.
Nel 1974 vengono prodotti i primi televisori a colori. Nonostante i prodotti Naonis risultassero spartirsi una buona quota del mercato italiano, ed una buona strategia pubblicitaria e di marketing, la sovrapposizione di diversi marchi nel mercato del video, all'epoca già preda dei prodotti orientali, impone alla Zanussi una serie di scelte aziendali che portano a dismettere lentamente il marchio, che, pur esistendo ancora dal 1975 non risulta più essere stato utilizzato in nessun listino, seguendo solo formalmente il destino della Zanussi. La filiera industriale basata sulla fabbrica di Oderzo, viene denominata in Zanussi Componenti Plastica, ed utilizzata per la produzione delle scocche plastiche, mentre il marchio è definitivamente depennato dai bilanci solamente con l'acquisizione della casa madre da parte di Electrolux, nel 1985.

### La Zanussi Componenti Plastica (ZCP)
All'inizio degli anni ottanta, la ZCP stringe alleanza con la svedese Plastal nel 1993, creando la Plastal Zcp (Zanussi Componenti Plastica), poi Plastal Italia, per lo stampaggio di componenti per auto, che, attraverso una serie di cessioni, seguirà un destino diverso da quello della Zanussi.